# Fascisme et communauté juive
 (septembre 2008).

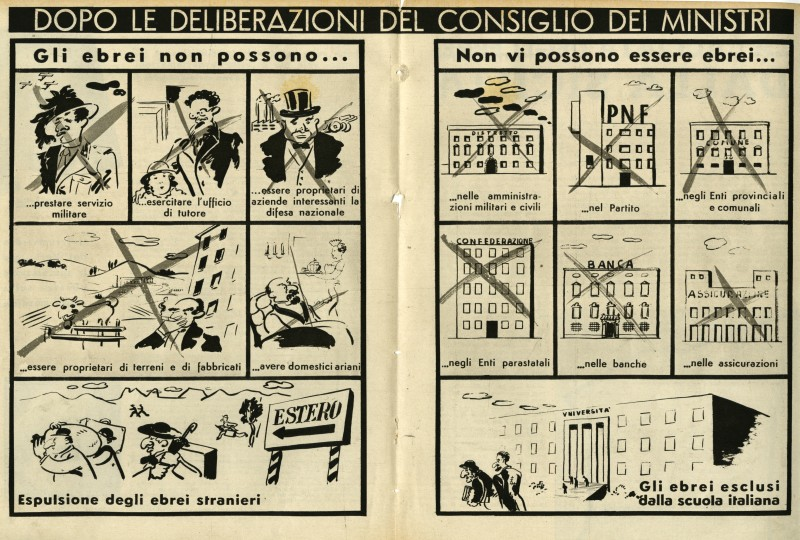
« Les Juifs n'ont pas le droit de… », La difesa della razza, 1938

Le rapport entre le fascisme et la communauté juive se situe au départ dans un environnement favorable aux Juifs. Dans les premières années du XXe siècle, en Italie, cette communauté a été intégrée de manière satisfaisante dans la société. En 1902, on trouve six sénateurs d'origine juive dans le royaume d'Italie ; en 1922, ils sont 19. En 1906, le baron Sidney Sonnino, juif converti au protestantisme, devient président du Conseil et, quatre ans après, en 1910, Luigi Luzzatti, juif non converti, est nommé Premier ministre.
L'apport de cette communauté pendant la Première Guerre mondiale est important : l'Italie compte 50 généraux juifs et Emanuele Pugliese est le militaire le plus décoré de toute l'armée.
Toutefois, d'ambiguïté en hésitation, de contradiction en indécision, Mussolini, qui n'est pas lui-même à l'origine antisémite (bien que cela ne préjuge pas de ses opinions envers les Juifs, il aura comme maîtresse, biographe officielle et conseillère politique Margherita Sarfatti de la Première Guerre mondiale jusqu'à la promulgation des lois raciales de 1938) laisse la situation de la communauté juive se dégrader peu à peu, puis il contribue lui-même à cette dégradation, jusqu'aux lois discriminatoires, jusqu'aux arrestations. Cependant, le démantèlement du ghetto de Rome et les déportations vers les camps d'extermination nazis seront le fait de l'occupant allemand à partir de 1943, qui marqua le début de la Shoah en Italie.

## Le rapport entre le fascisme et les Juifs
Dans les confrontations avec les membres du Parti socialiste italien qui se produisent entre 1919 et 1922, trois Juifs meurent : Duilio Sinigaglia, Gino Bolaffi et Bruno Mondolfo, déclarés « martyrs fascistes » ; 230 participent à la marche sur Rome et 746 sont inscrits pour certains au parti national fasciste et pour d'autres au parti nationaliste, qui fusionnera avec le premier.
En 1921, neuf députés juifs fascistes sont élus dont Aldo Finzi. Ettore Ovazza, banquier et homme d’affaires, membre du Parti national fasciste, anime le journal La Nostra Bandiera (« Notre drapeau »), dans lequel est affirmé le soutien des Juifs italiens au nouveau régime. À cette date, 750 Juifs avaient leur carte de membre du parti fasciste. Après les visites de Chaïm Weizmann à Mussolini en 1926 et 1934, près de 10 % de la population juive italienne adhérent au parti fasciste.
D'une part, les Juifs italiens dans leur ensemble ne s'opposèrent pas avec plus de vigueur à la naissance ou à la saisie du pouvoir par les fascistes que les autres Italiens ; d'autre part, de nombreux intellectuels et membres de la minorité sioniste ont choisi de ne pas soutenir le fascisme, car y adhérer signifiait se sentir "italien de la religion juive" alors que le sionisme supposait une séparation nette entre le peuple juif et les autres. Les juifs adhérents au parti fasciste tels que Ettore Ovazza et Isaia Levi étaient en grande partie antisionistes.
Guido Jung est élu député sur la liste fasciste et nommé ministre des Finances de 1932 à 1935, alors qu'à Maurizio Rava est confiée la charge de gouverneur de Libye et de Somalie, ainsi que celle de général de la milice fasciste.
Elio Jona, comme beaucoup d'industriels lombards, finance Mussolini, surtout par peur du communisme. Mussolini a parmi ses amis la révolutionnaire russe Angelica Balabanova, mais aussi Cesare et Margherita Sarfatti, maîtresse du Duce et auteur de sa première biographie, intitulée Dux et traduite en de nombreuses langues comme instrument de propagande dans le monde entier.
Néanmoins, la très grande majorité des Juifs italiens (90 %)[réf. souhaitée] n'adhère pas au Parti fasciste. Mussolini doit plutôt faire face à une opposition de la part de beaucoup de Juifs : le socialiste Claudio Treves, qui le défie en duel et le blesse, le sénateur Vittorio Polacco qui prononce un vibrant discours de désapprobation qui a une grande résonance dans le pays, Eucardio Momigliano, « saint-sépulcriste » juif, qui s'éloigne du fascisme presque immédiatement en créant l'Union démocratique antifasciste, Pio Donati, député qui est agressé et meurt dans la solitude de l'exil en 1926. Douze professeurs d'université refusent de jurer fidélité au régime et parmi ceux-ci trois Juifs : Giorgio Errera, Giorgio Levi della Vida et Vito Volterra. Le président de la Cour suprême, Ludovico Mortara, donne sa démission en mai 1925, dans la période où le Manifeste des intellectuels fascistes rédigé par Giovanni Gentile est contresigné par 33 membres de la communauté juive.

### Déclarations de Mussolini
Mussolini déclare dans les colonnes du Popolo d'Italia (1920):
«  En Italie, on ne fait absolument aucune différence entre les Juifs et les non-Juifs : dans tous les champs, de la religion, à la politique, aux armées, à l'économie... la nouvelle Sion, les Juifs italiens l'ont ici, sur notre adorable terre. »
Une année seulement auparavant, en 1919, il affirmait :

« Pour la révolution russe, je me demande si ce n'a pas été la vengeance du judaïsme contre le christianisme, compte tenu que quatre-vingts pour cent des dirigeants du Soviet sont juifs… Les finances des peuples sont aux mains des Juifs, et qui possède les coffres-fort des peuples dirige leur politique. »

Terminant avec l'idée que le bolchévisme est « défendu par la ploutocratie internationale » et que la bourgeoisie russe est « dirigée par les Juifs ».
Mussolini use d'astuce politique en affirmant :

« Son Excellence a déclaré formellement que le gouvernement et le fascisme italien n'ont jamais eu l'intention de faire et ne font pas une politique antisémite, et que même il déplore que des partis antisémites étrangers veuillent exploiter à leur fin la fascination qu'exerce le fascisme. »

— depuis un communiqué de propagande de Mussolini diffusé après la rencontre en 1923 avec le rabbin de Rome
L'année après les accords du Latran, la loi Falco sur la communauté italienne est adoptée, jugée favorablement par les Juifs italiens : c'est une tactique politique, en effet Mussolini espère faire désigner comme rabbin d'Alexandrie David Prato, de manière à augmenter l'influence de l'Italie fasciste dans la Méditerranée.

En 1932, l'éditeur Hoepli publie les Réunions avec Mussolini, de Emil Ludwig, dans lequel le Duce condamne le racisme, affirmant que l'antisémitisme « n'existe pas en Italie » : « L’antisémitisme n’existe pas en Italie. […] Les Juifs italiens se sont toujours bien comportés comme citoyens, et comme soldats ils se sont bien battus. »

« Il est ridicule de penser, comme cela a été dit, qu'il faille fermer les synagogues ! Les Juifs sont à Rome depuis le temps des rois ; ils étaient 50 000 à l'époque d'Auguste et demandèrent à pleurer sur la dépouille de Jules César. Nous les laisserons vivre en paix. »

De nombreux Juifs participent à l'offre d'or pour le financement de la guerre d'Éthiopie et s'engagent en nombre dans les troupes pour lesquelles l'on crée un rabbinat militaire. Mussolini nomme des Juifs à des postes importants comme l'amiral Ascoli, commandant en chef des forces navales durant la guerre d'Éthiopie.
En dépit de toutes les déclarations de Mussolini contre l'antisémitisme, sa maîtresse à partir de 1936, Clara Petacci, rapporte dans son journal que Mussolini lui affirmait avoir été raciste et antisémite antérieurement aux lois raciales : « Moi, j'étais raciste dès 1921. […] Il faut donner un sens de la race aux Italiens pour qu'ils ne créent pas de métisses, qu'ils ne gâchent pas ce qu'il y a de beau en nous […] Ces saloperies de Juifs, il faut tous les détruire. Je ferai un massacre comme les Turcs ont fait. […] Je ferai un îlot et les y enfermerai tous. Ce sont des charognes, nuisibles et lâches […] Il est temps que les Italiens comprennent qu'ils ne doivent plus être exploités par ces reptiles,. »

## Les débuts et l'affirmation de l'antisémitisme
En 1933, dans les journaux fascistes apparaissent les premiers signes d'antisémitisme : les Juifs sont accusés de vouloir « dominer le monde ». En 1934, Sion Segrè et Mario Levi de Giustizia e Libertà sont arrêtés par l'OVRA, la police politique, pour propagande antifasciste ; Levi réussit à s'enfuir. Peu après Leone Ginzburg, Carlo Mussa Ivaldi, Barbara Allaso et Augusto Monti sont eux aussi arrêtés.
C'est le début de la campagne antisémite qui est favorisée par les journaux contrôlés par le régime: Roberto Farinacci invite ouvertement tous les Juifs italiens à choisir entre sionisme et fascisme. Ettore Ovazza, fidèle du régime et qui sera assassiné par les Allemands en 1943, crée le journal Notre drapeau (La nostra Bandiera) avec pour objectif d'essayer de calmer la montée de l'antisémitisme qui ne cesse de progresser.
En 1937, les deux frères Nello Rosselli et Carlo Rosselli - descendants de Pellegrino Rosselli et Jeannette Nathan Rosselli et amis de Giuseppe Mazzini - sont assassinés en France par des cagoulards, probablement sur ordre de Mussolini. Carlo, en exil à Paris, avait créé le mouvement Giustizia e Libertà. Dans les journaux, leur disparition est présentée comme un acte antisémite. À Tripoli, deux ans après, plusieurs commerçants appartenant à la communauté juive sont fouettés car ils ferment leurs magasins le samedi. Tout ceci, pendant que Mussolini s'autoproclame « protecteur de l'Islam » et qu'on le voit notamment photographié avec en main l'Épée de l'Islam qu'il a reçue du chef berbère Yusuf Kerbisc.
Dans la même période, Galeazzo Ciano ordonne aux fonctionnaires juifs de la Farnesina (ministère des affaires étrangères) de ne pas avoir de contact avec l'Allemagne nazie. Mussolini lui-même semble en attente des évènements, acceptant la naissance de la section juive de l'école maritime de Civitavecchia ou Betar Naval Academy d'où sortiront certains futurs officiers de la marine israélienne.
L'année suivante, des Juifs participent à la guerre d'Éthiopie, tandis qu'Alberto Liuzzi reçoit la médaille d'or pendant la guerre d'Espagne.
En raison de la guerre en Afrique orientale, Rome entre en contact avec les 30 000 Falashas, communauté de religion juive. Mussolini favorise ce groupe au point que les chefs falashas lui jurent fidélité. Il y a une tentative de rapprochement avec les Juifs italiens, mais le régime met en œuvre une législation de limitation du métissage.
En 1936, lorsque la Société des Nations prend des sanctions économiques contre l'Italie à la suite de la seconde guerre italo-éthiopienne, Mussolini estime ces mesures d'autant plus injustifiées que l'initiative en revient au Royaume-Uni et à la France. Or ces deux États possèdent les plus importants empires coloniaux existants et, selon Mussolini, sont fort mal placés pour donner des leçons de morale en matière de colonisation. Il prononce alors un discours célèbre sur le « peuple italien humilié ». Sa politique extérieure change radicalement : alors qu'il avait mis en échec la première tentative d'Anschluss, il se rapproche de plus en plus d'Hitler. Sa politique envers la communauté juive ne va pas tarder à se calquer sur les lois de Nuremberg, même si, en 1938, Mussolini dément qu'il existe une quelconque forme d'antisémitisme en Italie.
La campagne de presse se fait toujours plus forte, Regime Fascista publie toujours plus d'articles racistes signés par Roberto Farinacci. Il Tevere, Giornalissimo, Quadrivio, des journaux antisémites, instaurent la calomnie et l'insulte systématique contre les Juifs. Telesio Interlandi publie un pamphlet antisémite intitulé Contra Judeos. « Les discriminations ne comptent pas… Maintenant, l’antisémitisme est inoculé dans le sang des Italiens. Il continuera de lui-même à circuler et à se développer. Ce soir, s’ils sont conciliants, je serai très dur dans la préparation des lois », déclare Mussolini. »

## Les lois raciales et le contexte historique

### Le «problème de la race»
La campagne raciste du fascisme italien débute officiellement le 15 juillet 1938, quand est publié « Le fascisme et le problème de la race » une première fois de manière anonyme sur le « Giornale d'Italia », le 15 juillet 1938 ; il est republié dans le numéro de « La difesa della razza » du 5 août 1938 par le secrétaire de rédaction de la revue, Giorgo Almirante et son directeur Telesio Iterlandi. Les deux principaux reproches formulés à l'encontre des Juifs sont qu'ils se croiraient d'une « race supérieure » et formeraient le terreau de l'antifascisme.

Le « Manifeste de la race » (Manifesto della razza) est signé par dix scientifiques et universitaires italiens. Galeazzo Ciano rapporte dans son journal le 14 juillet 1938 : « Le Duce m'annonce la publication par le Giornale d'Italia d'un article sur la question de la race. Il est écrit par un groupe de professeurs, sous l'égide du ministère de la Culture populaire. Il me dit qu'en réalité il l'a presque complètement rédigé lui-même ».
Les historiens Meir Michaelis et Renzo De Felice ont souligné qu'il n'y a aucune preuve de pressions directes de la part des Allemands dans cette campagne.
Le manifesto della razza illustre en 10 points, l'importance du racisme particulièrement à l'égard des Juifs et des Tziganes, et la supériorité de la race italienne devenue « pure race d'origine aryenne incontestable », à l'aide de représentations graphiques claires qui permettaient une compréhension simplifiée des lois raciales fascistes et qui voulait donner au peuple un sentiment national de fierté raciale par son appartenance à une noble et « race pure italienne »,,.

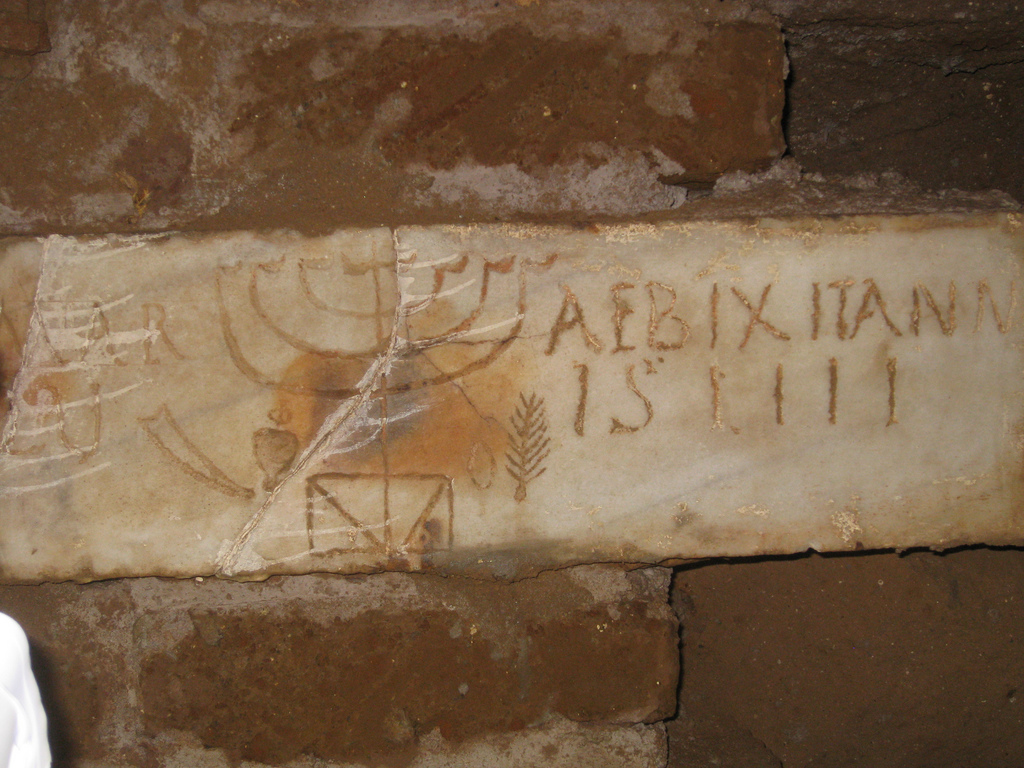
Inscriptions juives, catacombes via Appia, Rome, IVe s. ap. J.-C.

Les publications racistes et antisémites se multiplient en s'évertuant à bien distinguer l'antisémitisme fasciste italien de celui des nazis et en affirmant l'existence de différentes races humaines selon une classification qui prétend se fonder sur l'expérience scientifique qu'alimentent nombre d'universitaires et scientifiques italiens qui veulent prouver au peuple italien que leur sang et leur vie ne peuvent, ni ne doivent être contaminées par l'Orient ou l'Afrique,,,.
Entre la fin de l'été et l'automne 1938, plusieurs décrets furent donc signés par le chef du gouvernement Benito Mussolini et promulgués par Victor-Emmanuel III (désavouant son ancêtre), qui légitiment une vision raciste de la « question juive ». L'ensemble de ces décrets et documents cités constituent l'ensemble des lois raciales. Par « ségrégation naturelle » due à leurs anciennes origines sémites dites « inférieures », les Bené Roma, ces Juifs présents en Italie depuis l'Antiquité, ne relèveraient pas de la « race italienne » et n'appartiennent officiellement plus au peuple italien.

### Réactions

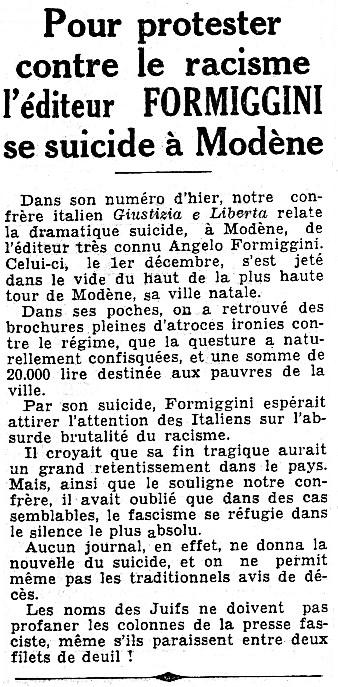
Article paru dans Le Populairedu 10 décembre 1938.

Le 29 novembre 1938, expression de son désespoir et sa volonté de secouer l'opinion publique italienne face aux mesures antisémites prises par le pouvoir fasciste, le réputé philosophe et éditeur juif Angelo Fortunato Formiggini se suicide en se jetant du haut de la Torre Ghirlandina, clocher de la cathédrale de Modène mais aucun journal italien ne publie la nouvelle de son geste désespéré.
Certains des scientifiques et intellectuels juifs touchés par les mesures du 5 septembre émigrent en Europe et aux États-Unis : parmi ceux-ci Emilio Segrè, Achille Viterbi (père de Andrew Viterbi), Enrico Fermi (dont la femme est juive), Bruno Pontecorvo, Bruno Rossi, Leo Castelli, la famille de Giulio Calabi (fondateur des Messaggerie Italiane), et bien d'autres. Ceux qui restent sont obligés d'abandonner leur poste, parmi ceux-ci Tullio Ascarelli, Walter Bigiavi, Mario Camis, Federico Cammeo, Donato Donati, Mario Donati, Federigo Enriques, Marco Fanno, Gino Fano, Alberto Gentili, Giuseppe Levi, Benvenuto Terracini, Tullio Levi-Civita, Rodolofo Mondolfo, Adolfo Ravà, Attilio Momigliano, Gino Luzzatto, Donato Ottolenghi, Mario Castelnuovo-Tedesco, Tullio Terni, Mario Fubini, Beppo Levi. De plus, la loi a aussi un impact important sur le milieu universitaire féminin, dont une grande partie des professeurs étaient d'origine juive comme l'entomologiste Anna Foà.
Parmi les démissions de personnages illustres, on compte celle de Albert Einstein en sa qualité de membre de l'Académie des Lyncéens.
Cependant après la promulgation des lois raciales de nombreux Juifs demeurèrent en Italie. Le Trio Lescano, un trio swing composé de jeunes femmes juives hollandaises, connut un succès très important de 1935 jusqu'en 1943 bien que leur religion fût connue par les autorités.
Pendant la Seconde Guerre mondiale, dans les zones d'occupation italienne en France (Nice, Savoie), plusieurs officiels et militaires italiens protégèrent des juifs contre la police française.

### Communauté juive de Libye italienne
La communauté juive de Tripoli en Libye remonte à la période phénicienne et a connu des siècles de répressions ponctuelles. Dans les années 1930, elle compte 15 000 personnes stables et prospères.

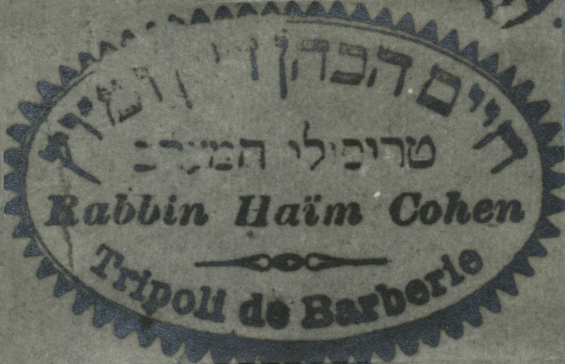
Sceau de rabbi Haïm Cohen, figurant sur un des livres pillés par les nazis dans une bibliothèque juive, Tripoli, Libye

Même si l'évènement a été évidemment "préparé", un observateur noahide, Aimé Pallière, note l'accueil chaleureux fait à Mussolini dans le quartier juif de Tripoli lors de sa visite en Libye en avril 1926.
Le gouverneur fasciste de Libye italienne, Italo Balbo, s'il n'est pas foncièrement antisémite va marquer un tournant. L'exemple de la matraque corrective des arditi et sa volonté de « modernisation de la société » le poussent notamment en 1936, à faire fouetter en place publique des boutiquiers juifs refusant d'ouvrir leurs commerces le samedi, face à une foule arabe qui exulte. Néanmoins, Balbo plaide la cause des Juifs libyens à Rome et les mesures répressives liées aux lois raciales fascistes de 1938 ne sont jamais appliquées rigoureusement en Libye sous sa gouvernance ; elles se limiteront dans les premiers temps à exclure 46 Juifs de la fonction publique, plusieurs milliers d'élèves juifs de l'enseignement secondaire et le mot « Juif » est tamponné sur leurs pièces d'identité,.
En février 1942, Mussolini publie un décret d'expulsion et une force de l'armée allemande «aryanise» les propriétés juives de Tripoli, qui sont pillées par les nazis,. À partir d'août 1942, les Juifs de Tripoli sont envoyés dans des camps soumis aux bombardements. Ceux de Benghazi sont presque tous déportés par les Italiens. Nombreux meurent de privations et de maladie. Les Juifs libyens déportés à l'étranger se retrouvent en Italie, en Afrique du Nord, en Allemagne puis dans les camps de concentration en Pologne.